# Palacio Municipal de Porto Alegre
El Palacio Municipal de Porto Alegre (en portugués: Paço Municipal), también conocido como Alcaldía vieja (en portugués: Prefeitura Velha) o Palacio de los Azorianos (en portugués: Paço dos Açorianos) es un edificio histórico de Porto Alegre, Brasil. Es uno de los hitos arquitectónicos más característicos e importantes de la ciudad. Inaugurado en 1901, proyectado por Giovanni Colfosco, fue por mucho tiempo la sede de la oficina del alcalde de la ciudad y de diversos órganos administrativos. Declarado como patrimonio histórico por el municipio en 1979, luego de una amplia reforma en el 2003, cedió algunos de sus ambientes para exposiciones de arte y las oficinas del Colección de Arte del Municipio de Porto Alegre. En el 2022, durante la semana de conmemoraciones de los 250 años de la fundación de la ciudad, el alcalde cedió la administración del edificio a la Secretaría Municipal de Cultura que piensa transformarlo en un museo, el Museo de Arte de Porto Alegre.

## Historia
El Palacio Municipal fue construido para ser la sede de la alcaldía de Porto Alegre que, hasta entonces, funcionaba en diversos espacios alquilados en el Centro Histórico de Porto Alegre. El alcalde José Montaury se comprometió a construir una sede definitiva para el poder ejecutivo local. Para ello fue necesario el relleno de la Doca do Carvão y la venta de terrenos municipales con el fin de recaudar fondos para la obra.
El primer proyecto para la alcaldía fue del ingeniero Oscar Bittencourt pero, debido a consideraciones políticas, el proyecto fue vetado y se encargó un nuevo diseño al veneciano Giovanni Colfosco. La primera piedra se colocó el 5 de abril de 1898 y la construcción comenzó el 28 de septiembre del mismo año. El edificio fue concluido en abril de 1901 y fue ocupado a partir del 15 de mayo por el Consejo Municipal, la Secretaría, la Contaduría, la Tesorería y la Hacienda, además de los Archivos, la Inspección de Vehículos, la Asistencia Pública y la primera Comisaría de Policía, con su respectiva cárcel. El coste final de la obra ascendió a 500 contos de réis y la mayor parte de los materiales utilizados procedían de la propia Porto Alegre.

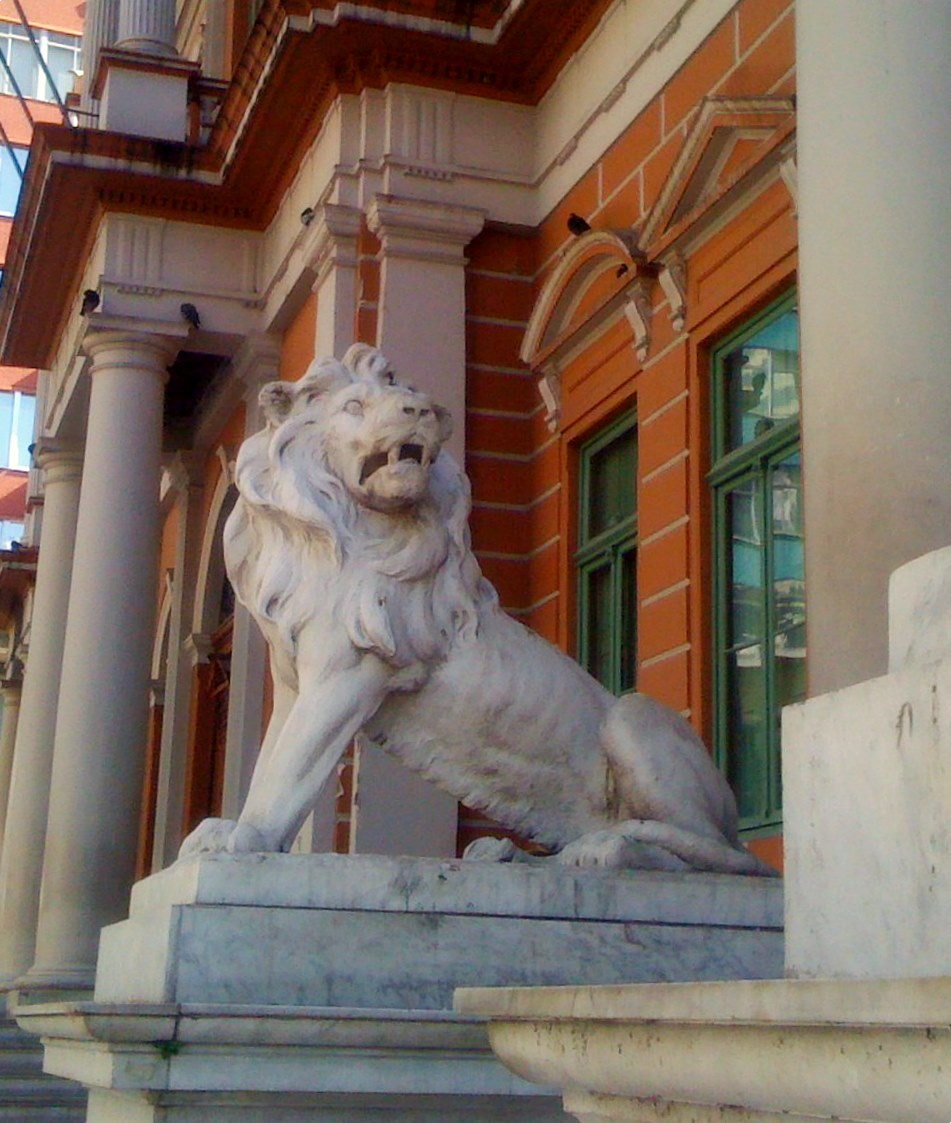
Uno de los leones del "Municipal"

Fue el primer edificio de la ciudad con un marcado carácter positivista y su planta general, en forma de H, influyó profundamente en la arquitectura oficial de la época. El edificio refleja el gusto por la monumentalidad que prevalecía en la época y sigue un estilo ecléctico derivado de los estándares neoclásicos e influenciado por las directrices positivistas como puede verse en la estatua alegorica de la fachada. En el grupo de la derecha, junto a la Avenida Borges de Medeiros, la figura central representa la Libertad y la de la derecha, la Historia; el busto de Pericles, la Democracia; mientras que la figura de la izquierda representa la Ciencia. La figura central del grupo cercano a la calle Uruguay representa la Agricultura; la de la derecha, el Comercio; y la de la izquierda, la Industria. Además, hay estatuas aisladas que representan la Justicia y la República. En la fachada frontal hay bustos de José Bonifácio y del mariscal Deodoro da Fonseca. En el centro, el escudo de la República.
El uso de órdenes clásicos no impidió adaptaciones creativas y simbólicas de patrones estilísticos tradicionales. Por ejemplo, el orden dórico de la planta baja representa el Poder, y el orden corintio de la parte superior habla de la Armonía y la Justicia. El cuerpo del edificio presenta una volumetría tripartita y recargada, con elementos angulares que sobresalen de la fachada. Las cuatro fachadas están cuidadosamente decoradas, aunque la estatuaria y la ornamentación mayor se concentran en la fachada principal, donde también se alza una pequeña torre central. Ventanas en edículo con tímpanos, platabandas, balaustradas, cimentación simulando piedra rústica y grandes leones de mármol en las escaleras laterales de la fachada contribuyen a acentuar la belleza e interés del conjunto.
El Palacio Municipal ha sufrido diversas reformas y restauraciones a lo largo del tiempo. El 6 de septiembre de 1932, el antiguo superintendente y luego alcalde, Alberto Bins, autorizó la renovación del edificio y de las nuevas aberturas. Las obras fueron realizadas por el diseñador de portales y artista Vergilio López de Jesús, que vivía en Salvador de Bahía, pero había nacido en Barcelona, España. Los bocetos y el diseño se crearon en la ciudad de Salvador pero la obra propiamente dicha en madera dura se montó en el barrio de la Cidade Baixa. Las obras comenzaron a finales de 1932 y no terminaron hasta principios de 1935. Curiosamente, en la misma época, Vergílio López de Jesús concluyó y entregó la puerta principal de la Iglesia de Nossa Senhora do Livramento, en la ciudad de Guaíba.   

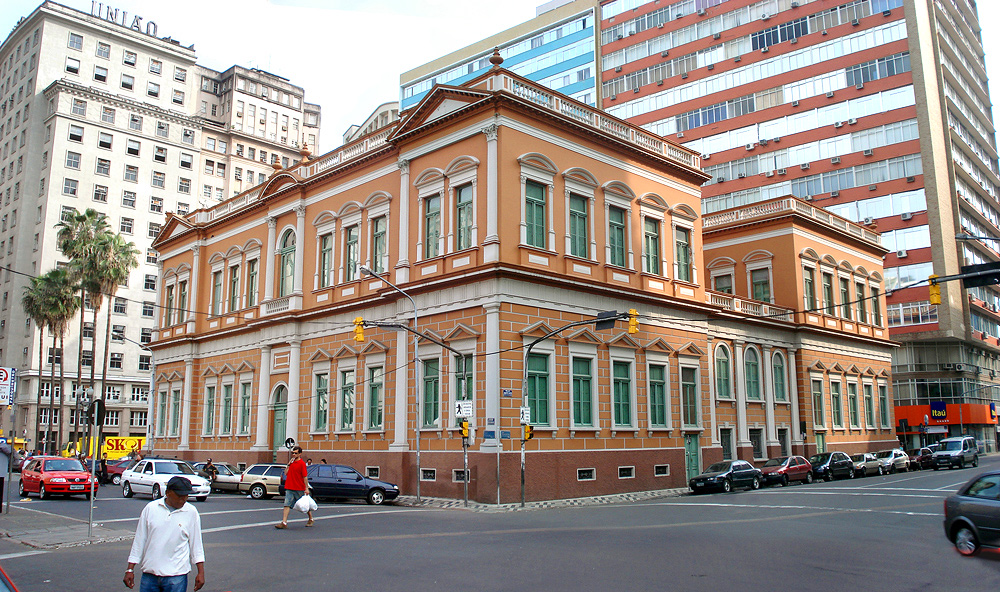
Perspectiva trasera del Palacio Municipal

En 1977 fue incluido por la municipalidad en el Inventario de Bienes Inmuebles de Valor Histórico, Cultural y de Tradición Expresiva,y fue declarado patrimonio histórico por el municipio el 21 de noviembre de 1979. En la plaza frente a él se encuentra la Fuente Talavera de La Reina, donada por la colonia española en homenaje al centenario de la Revolución Farroupilha.
Fue objeto de una importante reforma en 2003, con la adaptación de varios espacios internos para exposiciones de arte y para guardar la Colección de Arte del Municipio de Porto Alegre. A finales de 2021 se anunció que el "Municipal dejaría de albergar la sede administrativa de la Municipalidad". A principios de 2022, la Municipalidad comenzó al Edificio Habitasul y el 26 de marzo el edificio fue entregado a la Secretaría Municipal de Cultura que lo convertirá en el "Museo de Arte de Porto Alegre". La ceremonia formaba parte de las celebraciones del 250 aniversario de la capital. Sin embargo, el despacho del alcalde y el Salão Nobre se reservarán para uso del Ejecutivo.